# Agent Extensibility Protocol
Pour les articles homonymes, voir AgentX et AEP.
 (septembre 2014).
Agent Extensibility Protocol (AgentX) est un protocole réseau défini dans la RFC2741.
Il est utilisé afin d'étendre les possibilités d'un agent SNMP (Simple Network Management Protocol).
Le principe est de permettre à un agent central (le maître) de réunir, de façon dynamique, les arbres de différents agents (sous-agents). L'utilisateur s'adresse ensuite uniquement au maître. La communication entre les éléments se fait grâce à agentX